# Olomoucký kraj
Der Olomoucký kraj (deutsch Olmützer Region, auch Region Olmütz) ist eine der 14 Regionen Tschechiens. Die Region liegt im Norden Mährens und umfasst zusätzlich den äußersten Westen der historischen Landschaft Tschechisch-Schlesien. Verwaltungssitz ist Olmütz. Im Norden grenzt die Region über 104 km an Polen, innerstaatlich an die Bezirke Mährisch-Schlesien, Zlín, Südmähren und Pardubice. Die Fläche beträgt 5.267 km² und hat einen Anteil an der Gesamtfläche Tschechiens von 6,7 % (2005). In 397 Gemeinden, davon 26 Städte, leben etwa 633.925 Einwohner (2017), davon 57,5 % in Städten (2005).

## Verwaltungsgliederung

### Gemeinden
Die Gemeinden bilden nach den Regionen die dritte Verwaltungsebene in Tschechien. In der Region sind 13 Gemeinden mit erweitertem Wirkungsbereich (tschechisch obec s rozšířenou působností) und 20 Gemeinde mit beauftragtem Gemeindeamt (tschechisch obec s pověřeným obecním úřadem). Die Gesamtzahl der Gemeinden ist 398.

### Bezirke
Die Bezirke  bilden keine organisatorische Einheit der Region und haben seit dem 1. Januar 2003 keine Verwaltungsfunktion mehr. Dennoch behielten einige Bereiche der staatlichen Verwaltung die Gliederung nach Bezirken bei (z. B. Gerichte, Polizei). Die Bezirke definieren zudem das Gebiet der Regionen.
| Bezirk          | Sitz      |
| --------------- | --------- |
| Okres Jeseník   | Jeseník   |
| Okres Olomouc   | Olmütz    |
| Okres Prostějov | Prostějov |
| Okres Přerov    | Přerov    |
| Okres Šumperk   | Šumperk   |

## Statistische Kennzahlen
| Statistische Kennzahlen 2002 | Statistische Kennzahlen 2002 | Statistische Kennzahlen 2002 | Statistische Kennzahlen 2002 | Statistische Kennzahlen 2002 |
| ---------------------------- | ---------------------------- | ---------------------------- | ---------------------------- | ---------------------------- |
| Bezirk                       | Fläche in km²                | Einwohner1)                  | Durchschnittsalter1)         | Gemeinden                    |
| Okres Jeseník                | 719                          | 38.957                       | 43,1                         | 24                           |
| Okres Olomouc                | 1.451                        | 233.992                      | 41,9                         | 92                           |
| Okres Prostějov              | 770                          | 108.757                      | 42,5                         | 96                           |
| Okres Přerov                 | 884                          | 130.931                      | 42,8                         | 104                          |
| Okres Šumperk                | 1.316                        | 121.288                      | 42,6                         | 78                           |

1)am 1. Januar 2017
- Anteil am Bruttoinlandsprodukt (2001): 4,8 %,
- Arbeitslosenquote (2017): 5,52 %

## Politik
Zusammensetzung der Organe der Region:
| Organ                                                                 | Wahlperioden                                      | Wahlperioden                     | Wahlperioden                     | Wahlperioden | Wahlperioden                                                                                    | Wahlperioden          | Wahlperioden            |
| Organ                                                                 | 2000–2004                                         | 2004–2008                        | 2008–2012                        | 2012–2016 | 2016–2020                                                                                       | 2020–2024             | 2024–2028               |
| --------------------------------------------------------------------- | ------------------------------------------------- | -------------------------------- | -------------------------------- | --- | ----------------------------------------------------------------------------------------------- | --------------------- | ----------------------- |
| Parlament der Region (Zastupitelstvo Olomouckého kraje) 55 Mitglieder | Čtyřkoalice 15 KSČM 13 ODS 12 ČSSD 10 Nezávislí 5 | ODS 21 KSČM 15 ČSSD 10 KDU-ČSL 9 | ČSSD 27 ODS 13 KSČM 10 KDU-ČSL 5 | ČSSD 19 KSČM 16 Koalice pro Olomoucký kraj společně se starosty (Regionale Wählervereinigung) 8 ODS 8 TOP 09 a Starostové pro Olomoucký kraj 4 | ANO 16 ČSSD 9 KSČM 7 Koalice pro Olomoucký kraj společně se starosty 7 STAN 6 ODS 5 SPO + SPD 5 |                       |                         |
| Rat der Region (Rada Olomouckého kraje) 11 Mitglieder                 | Čtyřkoalice 5 ODS 4 Nezávislí 2                   | ODS 8 KDU-ČSL 3                  | ČSSD 8 ODS 2 KDU-ČSL 1           | ČSSD 5 KSČM 2 Nezávislí (Unabhängige) 4 | ANO 6 ČSSD 3 ODS 2                                                                              |                       |                         |
| Hauptmann (Hejtman Olomouckého kraje)                                 | Jan Březina (Čtyřkoalice)                         | Ivan Kosatík (ODS)               | Martin Tesařík (ČSSD)            | Jiří Rozbořil (ČSSD) | Ladislav Okleštěk (ANO)                                                                         | Josef Suchánek (STAN) | Ladislav Okleštěk (ANO) |

## Umwelt
Die Emissionen liegen unter dem Landesdurchschnitt und vor allem in den Bergen ist die Reinheit der Luft sehr hoch und die Verschmutzung der Gewässer sehr niedrig.

## Demographie
Seit 1994 ist die Einwohnerzahl ständig gesunken. Beigetragen haben dazu die hohe Sterblichkeit, niedrige Geburtenrate und der negative Wanderungssaldo. Die Bevölkerungsdichte beträgt 123,4 Einwohner/km² und liegt um etwa sechs Einwohner niedriger als der Landesdurchschnitt. Wie im ganzen Land nimmt auch hier die Anzahl der Vermählungen ab und die Zahl der Scheidungen zu.

## Arbeitsmarkt
287.000 Einwohner sind meist in der Industrie mit erweiterten Dienstleistungen tätig. Die Arbeitslosigkeit betrug zum 31. März 2017 5,52 %. Zuvor lag der durchschnittliche Bruttomonatslohn bei 13.373 Kronen, in einigen Regionen sogar nur bei 11.910 Kronen (Landesdurchschnitt 16.917 Kronen) und war damit am niedrigsten in Tschechien. Die Region hatte den höchsten Anteil der Haushalte mit einem Einkommen, das unter dem Existenzminimum lag (6 % der Haushalte).

## Bildung und Gesundheitswesen
Um die Kranken kümmern sich in der Region zehn Krankenhäuser, 11 Fachinstitutionen und 2.355 Ärzte. Die Krankenpflege auf höchstem Niveau bietet das Universitätsklinikum der Palacký-Universität in Olmütz. Hinzu kommen Kureinrichtungen, vor allem in Jeseník, Velké Losiny, Teplice nad Bečvou, Slatinice und Skalka u Prostějova. Für die Bildung sorgen 352 Kindergärten, 280 Grundschulen, 20 Gymnasien, 46 Fachgymnasien, 37 Berufsschulen, 7 postsekundäre Schulen und 3 Hochschulen. Bildungszentrum ist die zweitälteste Hochschule Tschechiens, die Palacký-Universität Olmütz mit acht Fakultäten und etwa 21.000 Studenten.

## Wirtschaft
Der Olomoucký kraj gehört zu den Industrieregionen mit erweiterten Dienstleistungen. Zu den strukturschwächeren Gebieten gehören nach der Vertreibung der deutschmährischen Bevölkerung in der Folge des Zweiten Weltkrieges 1945 und der Vernachlässigung während der kommunistischen Zeit bis 1989 die Gebiete Jeseník und Šumperk. Am Bruttoinlandsprodukt ist der Bezirk nur mit 4,8 % beteiligt, umgerechnet auf einen Bewohner beträgt der Anteil 77,3 % des Gesamtdurchschnitts, der schlechteste Wert in Tschechien. Die Mitte und der Süden der Region gehören zu den Regionen mit fruchtbarem Boden, auf dem Hafer, Getreide und Zuckerrüben angebaut werden. Die 9.961 Beschäftigten in der Landwirtschaft erhalten dabei die niedrigsten Gehälter im Durchschnitt mit 11.232 Kronen. Bedingt durch die Landwirtschaft spielt die Nahrungsmittelindustrie traditionsgemäß eine wichtige Rolle. Es folgen Textil- und Bekleidungsindustrie, Maschinenbau und optische Industrie. 147 Industrieunternehmen mit mehr als 100 Arbeitnehmern beschäftigen insgesamt 51.770 Mitarbeiter bei einem durchschnittlichen Lohn von 13.759 Kronen. Der Umsatz erreicht 65 Milliarden Kronen. In 115 Bauunternehmen mit je mehr als 20 Beschäftigten stehen 8.800 Mitarbeiter im Lohn (im Schnitt 15.454 Kronen), umgesetzt werden 11,5 Milliarden Kronen. Insgesamt sind 123 Unternehmen registriert, davon etwa drei Viertel sogenannte Kleingewerbetreibende.

## Verkehrsinfrastruktur
744 km Schienennetz und 3.461 km Straßen, davon 12 % Straßen der ersten Klasse verbinden die Orte miteinander. Die Hauptstadt Olmütz ist durch die vierspurige Schnellstraße R46 direkt mit der Autobahn D1 von Prag nach Brünn verbunden. Die nördlichen Teile vom Olomoucký kraj sind durch die vierspurige Schnellstraße R35 angeschlossen. Die Erweiterung und der weitere Ausbau der vierspurigen Schnellstraßen sind geplant. Wichtiger Schienenknotenpunkte sind Olmütz und Přerov (Prerau). In der Nähe von Olmütz befindet sich ein kleiner internationaler Flughafen.

## Fremdenverkehr
Der Norden besteht aus dem Altvatergebirge mit dem höchsten Punkt der Region, dem Berg Praděd (1.492 m ü. M.). Der Süden wird von der Haná-Ebene bestimmt, durch die die March fließt, und in welcher sich auch der tiefste Punkt bei Kojetín befindet mit 190 m ü. M. Viel besucht ist der Naturschutzgebiet Jeseníky mit dem größten Moorgebiet Mährens Rejvíz in Zlaté Hory, dem 45 Meter hohen Wasserfall und der Talsperre. Sehenswert sind auch die Wälder in dem Naturschutzgebiet Litovelské Pomoraví mit vielen seltenen Arten der Pflanzen- und Tierwelt. Zu finden sind hier auch einige Höhlen in der Gegend Javoříčko, Mladeč und Zbrašov. 728 Beherbergungsgebiete (der niedrigste Stand in Tschechien) befinden sich größtenteils in den touristischen Regionen der Okres Jeseník und Šumperk.
Zu dem Kulturgut gehören:
- Burg Bouzov, Helfštýn und Šternberk
- Schlösser Úsov, Tovačov, Velké Losiny und Jánský Vrch.
- Olmütz mit denkmalgeschütztem Stadtkern und einer Vielzahl historischer Bauten, architektonischer und künstlerischer Objekte und erhaltenem Grundriss der Stadt. Die barocke Dreifaltigkeitssäule gehört zum UNESCO-Welterbe.
- Wallfahrtsort Svatý Kopeček mit Basilika Mariä Heimsuchung und Zoologischem Garten.

Für Sportler bestehen in der Region 1500 km Radwege, die Anschluss an den internationalen Radweg Jantarová cesta (Bernsteinstraße) haben, der Wien, Brünn, Ostrava und Krakau verbindet, sowie an den Mährischen Radweg (Bratislava, Uherské Hradiště, Jeseník und Breslau). Wassersportler können sich an der Talsperre in Plumlov betätigen. In Prostějov und Přerov gibt es Tenniscourts. Daneben gibt es Skiabfahrten und Skiwanderwege, vor allem in den Gegenden von Červenohorské sedlo, Petříkov, Ostružná, Ramzová. In Náměšť na Hané finden Folklore-Festivals statt.

## Größte Städte
| Stadt             | Einwohner (1. Januar 2017) |
| ----------------- | -------------------------- |
| Olmütz            | 100.378                    |
| Prostějov         | 43.975                     |
| Přerov            | 43.791                     |
| Šumperk           | 26.305                     |
| Hranice           | 18.352                     |
| Zábřeh            | 13.645                     |
| Šternberk         | 13.476                     |
| Uničov            | 11.479                     |
| Jeseník           | 11.396                     |
| Litovel           | 9.901                      |
| Mohelnice         | 9.232                      |
| Lipník nad Bečvou | 8.123                      |
| Kojetín           | 6.169                      |